# 莫里茲·海因里希 (拿騷-哈達馬爾)

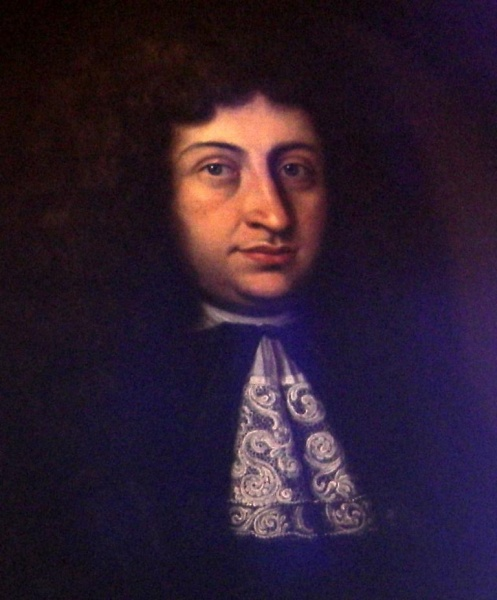

莫里茲·海因里希（德語：Moritz Heinrich，1626年4月23日—1679年1月24日），拿騷-哈達馬爾親王，約翰·路德維希之子，1653年至1679年在位。

## 家庭
1650年，莫里茲·海因里希與堂兄拿騷-錫根伯爵揚八世的女兒恩尼絲汀·夏洛特結婚，兩人共有1子2女：
1. 恩尼絲汀（1651年—1661年），早逝
2. 卡爾·菲利普（1656年—1668年），早逝
3. 克勞迪亞（1660年—1680年），早逝

1669年，莫里茲·海因里希與第一任妻子的弟弟約翰·法蘭斯的女兒瑪麗·利奧波汀結婚，兩人共有兩個兒子：
1. 利奧波德·法蘭茲（1672年—1675年）
2. 法蘭茲·亞歷山大（1674年—1711年）

1675年，莫里茲·海因里希與安娜·路易絲結婚，兩人共有1子1女：
1. 斐迪南（1678年—1679年）
2. 阿爾貝汀（1679年—1716年）